# PostSecret
PostSecret — действующий арт-проект, созданный Фрэнком Уорреном в 2005 году. На PostSecret все желающие могут анонимно отправляют свои секреты на открытке по почте.
К содержимому секретов нет никаких ограничений; секрет лишь должен быть правдивым и никто не должен о нём знать. Секреты варьируют от заявлений о сексуальном насилии и о совершении преступления до признаний в скрытых желаниях, странных привычках, а также о мечтах и устремлениях. Отобранные секреты затем выкладываются на сайте, а также печатаются в книгах или представляются на музейных выставках от PostSecret.

## Значение
Секреты подбадривают как автора, так и тех, кто их читает. Фрэнк Уоррен говорит, что они вдохновляют читателей, излечивают раны авторов, дают надежду людям, которые находят себя в секретах незнакомцев. Кроме того, в них люди могут свободно затрагивать темы, которые иначе бы вряд ли обсуждались.

## Архив
На русском языке существует проект SecretumDoor, в котором собраны оригинальные секреты с 2005 года.